# UEFA Champions League 2003-2004 (fase a gironi)
Questa voce raccoglie un approfondimento sulle gare della fase a gironi dell'edizione 2003-2004 della UEFA Champions League.

## Formula
Per stabilire la composizione degli otto gruppi, le squadre qualificate sono state suddivise in quattro fasce in base al ranking UEFA 2003.
In fase di sorteggio, ogni gruppo è stato formato da una testa di serie più altre tre squadre ciascuna appartenente a una fascia diversa (non potevano però essere sorteggiate nello stesso gruppo squadre provenienti dalla medesima nazione).

## Squadre
| Legenda                                                                                   |
| ----------------------------------------------------------------------------------------- |
| Primi e secondi classificati (agli ottavi di finale della fase a eliminazione diretta)    |
| Terzi classificati (ai sedicesimi di finale fase a eliminazione diretta della Coppa UEFA) |
| Quarti classificati (eliminati)                                                           |

| Squadre             | Coeff   |
| Urna 1              | Urna 1  |
| ------------------- | ------- |
| Milan               | 97.155  |
| Real Madrid         | 151.769 |
| Manchester Utd      | 136.170 |
| Bayern Monaco       | 124.566 |
| Lazio               | 106.155 |
| Arsenal             | 105.170 |
| Juventus            | 100.155 |
| Deportivo La Coruña | 98.769  |

| Squadre         | Coeff  |
| Urna 2          | Urna 2 |
| --------------- | ------ |
| Inter           | 93.155 |
| Porto           | 86.791 |
| Celta Vigo      | 84,541 |
| Galatasaray     | 78.495 |
| Olympique Lione | 76.734 |
| Panathīnaïkos   | 72.391 |
| Chelsea         | 70.170 |
| PSV             | 60.749 |

| Squadre             | Coeff  |
| Urna 3              | Urna 3 |
| ------------------- | ------ |
| Celtic              | 57.187 |
| AEK Atene           | 56.391 |
| Dinamo Kiev         | 55.291 |
| Ajax                | 54.749 |
| Olympiacos          | 54.391 |
| Rangers             | 50.187 |
| Sparta Praga        | 49.975 |
| Olympique Marsiglia | 49.734 |

| Squadre         | Coeff  |
| Urna 4          | Urna 4 |
| --------------- | ------ |
| Stoccarda       | 49.566 |
| Lokomotiv Mosca | 49.520 |
| Anderlecht      | 49.250 |
| Real Sociedad   | 47.769 |
| Monaco          | 45.734 |
| Club Bruges     | 44.250 |
| Beşiktaş        | 33.495 |
| Partizan        | 20.915 |

## Sorteggio
Per stabilire la composizione degli otto gruppi, le squadre qualificate sono state suddivise in quattro fasce in base al ranking UEFA 2003.
In fase di sorteggio, ogni gruppo è stato formato da una testa di serie più altre tre squadre ciascuna appartenente a una fascia diversa (non potevano però essere sorteggiate nello stesso gruppo squadre provenienti dalla medesima nazione; tale regola, però, non fu applicata nel Gruppo G, in cui Liverpool e Chelsea finirono nello stesso girone, poiché il Liverpool era considerato "apolide", in ragione dello speciale lasciapassare che gli era stato riservato dall'UEFA in qualità di detentore del trofeo).
Il risultato del sorteggio è stato il seguente:
| Gruppo | 1ª fascia           | 2ª fascia       | 3ª fascia           | 4ª fascia       |
| ------ | ------------------- | --------------- | ------------------- | --------------- |
| A      | Bayern Monaco       | Olympique Lione | Celtic              | Anderlecht      |
| B      | Arsenal             | Inter           | Dinamo Kiev         | Lokomotiv Mosca |
| C      | Deportivo La Coruña | PSV             | AEK Atene           | Monaco          |
| D      | Juventus            | Galatasaray     | Olympiacos          | Real Sociedad   |
| E      | Manchester Utd      | Panathīnaïkos   | Rangers             | Stoccarda       |
| F      | Real Madrid         | Porto           | Olympique Marsiglia | Partizan        |
| G      | Lazio               | Chelsea         | Sparta Praga        | Beşiktaş        |
| H      | Milan               | Celta Vigo      | Ajax                | Club Bruges     |

## Gruppo A
| Squadra         | P.ti | G | V | P | S | RF | RS | DR |
| --------------- | ---- | - | - | - | - | -- | -- | -- |
| Olympique Lione | 10   | 6 | 3 | 1 | 2 | 7  | 7  | 0  |
| Bayern Monaco   | 9    | 6 | 2 | 3 | 1 | 6  | 5  | +1 |
| Celtic          | 7    | 6 | 2 | 1 | 3 | 8  | 7  | +1 |
| Anderlecht      | 7    | 6 | 2 | 1 | 3 | 4  | 6  | -2 |

| Arbitro: | Paulo Costa |

|                    |           |  |
| Juninho 25’ (rig.) | Marcatori |  |

| Arbitro: | Massimo De Santis |

|                 |           |              |
| Makaay 73’, 86’ | Marcatori | 56’ Thompson |

| Arbitro: | Eduardo Iturralde González |

|                       |           |  |
| Miller 70’ Sutton 78’ | Marcatori |  |

| Arbitro: | Luis Medina Cantalejo |

|            |           |                |
| Mornar 52’ | Marcatori | 73’ Santa Cruz |

| Arbitro: | Ľuboš Micheľ |

|               |           |            |
| Luyindula 88’ | Marcatori | 25’ Makaay |

| Arbitro: | Fritz Stuchlik |

|             |           |  |
| Dindane 72’ | Marcatori |  |

| Arbitro: | Kyros Vassaras |

|                                   |           |             |
| Larsson 12’ Miller 17’ Sutton 29’ | Marcatori | 77’ Dindane |

| Arbitro: | Graham Barber |

|            |           |                      |
| Makaay 14’ | Marcatori | 6’ Juninho 53’ Élber |

| Arbitro: | Domenico Messina |

|             |           |  |
| Tihinen 69’ | Marcatori |  |

| Glasgow 25 novembre 2003, ore 20:45 CET 5ª giornata | Celtic       | 0 – 0 referto | Bayern Monaco | Celtic Park (59 540 spett.)\| Arbitro: \| René Temmink \| |
| Arbitro:                                            | René Temmink |               |               |                                                           |

| Arbitro: | Urs Meier |

|                                  |           |                        |
| Élber 6’ Juninho 52’, 86’ (rig.) | Marcatori | 24’ Hartson 75’ Sutton |

| Arbitro: | Kim Milton Nielsen |

|                   |           |  |
| Makaay 42’ (rig.) | Marcatori |  |

## Gruppo B
| Squadra         | P.ti | G | V | P | S | RF | RS | DR |
| --------------- | ---- | - | - | - | - | -- | -- | -- |
| Arsenal         | 10   | 6 | 3 | 1 | 2 | 9  | 6  | +3 |
| Lokomotiv Mosca | 8    | 6 | 2 | 2 | 2 | 7  | 7  | 0  |
| Inter           | 8    | 6 | 2 | 2 | 2 | 8  | 11 | -3 |
| Dinamo Kiev     | 7    | 6 | 2 | 1 | 3 | 8  | 8  | 0  |

| Arbitro: | Peter Fröjdfeldt |

|                 |           |  |
| Rincón 83’, 90’ | Marcatori |  |

| Arbitro: | Manuel Mejuto González |

|  |           |                                        |
|  | Marcatori | 21’ Cruz 24’ van der Meyde 41’ Martins |

| Mosca 30 settembre 2003, ore 18:30 CEST 2ª giornata | Lokomotiv Mosca | 0 – 0 referto | Arsenal | Lokomotiv Stadium\| Arbitro: \| Jan Wegereef \| |
| Arbitro:                                            | Jan Wegereef    |               |         |                                                 |

| Arbitro: | Stéphane Bré |

|                     |           |             |
| Adani 23’ Vieri 90’ | Marcatori | 34’ Fedorov |

| Arbitro: | Franz-Xaver Wack |

|                                     |           |  |
| Loskov 2’ Ashvetia 50’ Khokhlov 57’ | Marcatori |  |

| Arbitro: | Konrad Plautz |

|                             |           |           |
| Shatskikh 27’ Belkevich 64’ | Marcatori | 80’ Henry |

| Arbitro: | Frank De Bleeckere |

|            |           |            |
| Recoba 14’ | Marcatori | 54’ Loskov |

| Arbitro: | Lucílio Batista |

|             |           |  |
| A. Cole 88’ | Marcatori |  |

| Arbitro: | Arturo Daudén Ibáñez |

|                                                |           |                             |
| Buznikin 28’ Ignashevitch 45’ (rig.) Parks 89’ | Marcatori | 37’ Belkevich 65’ Shatskikh |

| Arbitro: | Wolfgang Stark |

|           |           |                                                |
| Vieri 32’ | Marcatori | 25’, 85’ Henry 49’ Ljungberg 87’ Edu 89’ Pirès |

| Arbitro: | Gilles Veissière |

|            |           |           |
| Rincón 85’ | Marcatori | 68’ Adani |

| Arbitro: | Ľuboš Micheľ |

|                         |           |  |
| Pirès 12’ Ljungberg 67’ | Marcatori |  |

## Gruppo C
| Squadra             | P.ti | G | V | P | S | RF | RS | DR  |
| ------------------- | ---- | - | - | - | - | -- | -- | --- |
| Monaco              | 11   | 6 | 3 | 2 | 1 | 15 | 6  | +9  |
| Deportivo La Coruña | 10   | 6 | 3 | 1 | 2 | 12 | 12 | 0   |
| PSV                 | 10   | 6 | 3 | 1 | 2 | 8  | 7  | +1  |
| AEK Atene           | 2    | 6 | 0 | 2 | 4 | 1  | 11 | -10 |

| Arbitro: | Mike McCurry |

|              |           |              |
| Tsiartas 86’ | Marcatori | 12’ Pandiani |

| Arbitro: | Bennett |

|           |           |                         |
| Bouma 65’ | Marcatori | 31’ Morientes 56’ Cissé |

| Arbitro: | Stefano Farina |

|                                       |           |  |
| Giuly 23’ Morientes 25’, 56’ Pršo 86’ | Marcatori |  |

| Arbitro: | Claus Bo Larsen |

|                                |           |  |
| Sergio 20’ Pandiani 51’ (rig.) | Marcatori |  |

| Arbitro: | Frank De Bleeckere |

|             |           |  |
| Tristán 83’ | Marcatori |  |

| Atene 21 ottobre 2003, ore 20:45 CEST 3ª giornata | AEK Atene     | 0 – 1 referto | PSV | Stadio Apostolos Nikolaidis (10 539 spett.)\| Arbitro: \| Leslie Irvine \| |
| Arbitro:                                          | Leslie Irvine |               |     |                                                                            |

| Arbitro: | Terje Hauge |

|                                                                    |           |                              |
| Rothen 2’ Giuly 11’ Pršo 26’, 30’, 45+2’, 49’ Plašil 47’ Cissé 67’ | Marcatori | 39’, 52’ Tristán 45’ Scaloni |

| Arbitro: | Konrad Plautz |

|                      |           |  |
| Bouma 51’ Robben 63’ | Marcatori |  |

| Arbitro: | Mike Riley |

|                                  |           |  |
| Héctor 22’ Valerón 51’ Luque 71’ | Marcatori |  |

| Arbitro: | Željko Širić |

|               |           |                            |
| Morientes 34’ | Marcatori | 84’ Vennegoor of Hesselink |

| Atene 10 dicembre 2003, ore 20:45 CET 6ª giornata | AEK Atene      | 0 – 0 referto | Monaco | Stadio Apostolos Nikolaidis (1 205 spett.)\| Arbitro: \| Wolfgang Stark \| |
| Arbitro:                                          | Wolfgang Stark |               |        |                                                                            |

| Arbitro: | Pierluigi Collina |

|                                  |           |                        |
| J. de Jong 14’, 90+4’ Robben 48’ | Marcatori | 59’ Luque 83’ Pandiani |

## Gruppo D
| Squadra       | P.ti | G | V | P | S | RF | RS | DR |
| ------------- | ---- | - | - | - | - | -- | -- | -- |
| Juventus      | 13   | 6 | 4 | 1 | 1 | 15 | 6  | +9 |
| Real Sociedad | 9    | 6 | 2 | 3 | 1 | 8  | 8  | 0  |
| Galatasaray   | 7    | 6 | 2 | 1 | 3 | 6  | 8  | -2 |
| Olympiacos    | 4    | 6 | 1 | 1 | 4 | 6  | 13 | -7 |

| Arbitro: | Ivanov |

|                   |           |                 |
| Del Piero 5’, 73’ | Marcatori | 19’ Hakan Şükür |

| Arbitro: | Knud Erik Fisker |

|                      |           |  |
| Kovačević 80’ (rig.) | Marcatori |  |

| Arbitro: | Poulat |

|               |           |                 |
| Stoltidīs 11’ | Marcatori | 21’, 79’ Nedvěd |

| Arbitro: | Herbert Fandel |

|                 |           |                              |
| Hakan Sükür 61’ | Marcatori | 3’ Kovačević 72’ Xabi Alonso |

| Arbitro: | Poll |

|                                     |           |                               |
| Trezeguet 3’, 63’ Di Vaio 7’, 45+1’ | Marcatori | 67’ (aut.) Tudor 80’ De Pedro |

| Arbitro: | Urs Meier |

|          |           |  |
| Cihan 9’ | Marcatori |  |

| San Sebastián 5 novembre 2003, ore 20:45 CET 4ª giornata | Real Sociedad | 0 – 0 referto | Juventus | Estadio de Anoeta (ca 30 000 spett.)\| Arbitro: \| Bré \| |
| Arbitro:                                                 | Bré           |               |          |                                                           |

| Arbitro: | Ľuboš Micheľ |

|                                             |           |  |
| Mavrogenidis 6’ Castillo 34’ Giovanni 90+6’ | Marcatori |  |

| Arbitro: | Alain Hamer |

|                            |           |                            |
| Stoltidis 59’ Castillo 71’ | Marcatori | 31’ Gabilondo 74’ Schürrer |

| Arbitro: | Nielsen |

|                        |           |  |
| Hakan Şükür 47’, 90+4’ | Marcatori |  |

| Arbitro: | Plautz |

|                                                                                   |           |  |
| Trezeguet 14’, 25’ Miccoli 19’ Maresca 28’ Di Vaio 62’ Del Piero 67’ Zalayeta 79’ | Marcatori |  |

| Arbitro: | Terje Hauge |

|              |           |           |
| De Paula 51’ | Marcatori | 26’ Şükür |

## Gruppo E
| Squadra        | P.ti | G | V | P | S | RF | RS | DR   |
| -------------- | ---- | - | - | - | - | -- | -- | ---- |
| Manchester Utd | 15   | 6 | 5 | 0 | 1 | 13 | 2  | +11  |
| Stoccarda      | 12   | 6 | 4 | 0 | 2 | 9  | 6  | +3   |
| Panathīnaïkos  | 4    | 6 | 1 | 1 | 4 | 5  | 13 | -8   |
| Rangers        | 4    | 6 | 1 | 1 | 4 | 4  | 10 | -6-7 |

| Arbitro: | Alain Sars |

|                                                                   |           |  |
| Silvestre 13’ Fortune 14’ Solskjær 33’ Butt 40’ Djemba-Djemba 83’ | Marcatori |  |

| Arbitro: | Gilles Veissière |

|                               |           |             |
| Nerlinger 74’ Løvenkrands 78’ | Marcatori | 45’ Kurányi |

| Arbitro: | Cosimo Bolognino |

|                         |           |                    |
| Szabics 50’ Kuranyi 52’ | Marcatori | 67’ van Nistelrooy |

| Arbitro: | Arturo Daudén Ibáñez |

|                    |           |             |
| Konstantinidis 88’ | Marcatori | 35’ Emerson |

| Arbitro: | Anders Frisk |

|  |           |               |
|  | Marcatori | 5’ P. Neville |

| Arbitro: | Paul Allaerts |

|                       |           |  |
| Szabics 13’ Soldo 25’ | Marcatori |  |

| Arbitro: | Pierluigi Collina |

|                                   |           |  |
| Forlán 6’ van Nistelrooy 43’, 60’ | Marcatori |  |

| Arbitro: | Massimo De Santis |

|                  |           |                                          |
| Konstantinou 60’ | Marcatori | 68’ (aut.) Fyssas 75’ Kurányi 77’ Hinkel |

| Arbitro: | Jan Wegereef |

|  |           |            |
|  | Marcatori | 85’ Forlán |

| Arbitro: | Manuel Mejuto González |

|            |           |  |
| Wenzel 45’ | Marcatori |  |

| Arbitro: | Éric Poulat |

|                                |           |  |
| van Nistelrooy 45+2’ Giggs 58’ | Marcatori |  |

| Arbitro: | Herbert Fandel |

|          |           |                                           |
| Mols 28’ | Marcatori | 32’ Žutautas 62’ Basinas 80’ Konstantinou |

## Gruppo F
| Squadra             | P.ti | G | V | P | S | RF | RS | DR |
| ------------------- | ---- | - | - | - | - | -- | -- | -- |
| Real Madrid         | 14   | 6 | 4 | 2 | 0 | 11 | 5  | +6 |
| Porto               | 11   | 6 | 3 | 2 | 1 | 9  | 8  | +1 |
| Olympique Marsiglia | 4    | 6 | 1 | 1 | 4 | 9  | 11 | -2 |
| Partizan            | 3    | 6 | 0 | 3 | 3 | 3  | 8  | -5 |

| Arbitro: | Wolfgang Stark |

|                                                     |           |                           |
| Roberto Carlos 29’ Ronaldo 34’, 57’ Figo 61’ (rig.) | Marcatori | 26’ Drogba 83’ van Buyten |

| Arbitro: | Michal Beneš |

|               |           |              |
| Delibašić 54’ | Marcatori | 22’ Costinha |

| Arbitro: | Pierluigi Collina |

|             |           |                                    |
| Costinha 7’ | Marcatori | 28’ Helguera 37’ Solari 67’ Zidane |

| Arbitro: | Domenico Messina |

|                      |           |  |
| Drogba 62’, 68’, 85’ | Marcatori |  |

| Arbitro: | Kyros Vassaras |

|                       |           |                                      |
| Drogba 24’ Marlet 84’ | Marcatori | 31’ Maniche 35’ Derlei 81’ Alenichev |

| Arbitro: | Massimo Busacca |

|          |           |  |
| Raúl 38’ | Marcatori |  |

| Arbitro: | Graham Poll |

|               |           |  |
| Alenichev 21’ | Marcatori |  |

| Belgrado 4 novembre 2003, ore 20:45 CET 4ª giornata | Partizan         | 0 – 0 referto | Real Madrid | Partizan Stadium (29 000 spett.)\| Arbitro: \| Cosimo Bolognino \| |
| Arbitro:                                            | Cosimo Bolognino |               |             |                                                                    |

| Arbitro: | Anders Frisk |

|          |           |                         |
| Mido 63’ | Marcatori | 35’ Beckham 73’ Ronaldo |

| Arbitro: | Paul Allaerts |

|                   |           |                 |
| McCarthy 25’, 50’ | Marcatori | 90+2’ Delibašić |

| Arbitro: | Bennett |

|           |           |                   |
| Solari 9’ | Marcatori | 35’ (rig.) Derlei |

| Arbitro: | Manuel Mejuto González |

|               |           |          |
| Delibašić 80’ | Marcatori | 61’ Mido |

## Gruppo G
| Squadra      | P.ti | G | V | P | S | RF | RS | DR |
| ------------ | ---- | - | - | - | - | -- | -- | -- |
| Chelsea      | 13   | 6 | 4 | 1 | 1 | 9  | 3  | +6 |
| Sparta Praga | 8    | 6 | 2 | 2 | 2 | 5  | 5  | 0  |
| Beşiktaş     | 7    | 6 | 2 | 1 | 3 | 5  | 7  | -2 |
| Lazio        | 5    | 6 | 1 | 2 | 3 | 6  | 10 | -4 |

| Arbitro: | Helmut Fleischer |

|  |           |            |
|  | Marcatori | 85’ Gallas |

| Arbitro: | Kim Milton Nielsen |

|  |           |                    |
|  | Marcatori | 37’ Stam 77’ Fiore |

| Arbitro: | Claude Colombo |

|                            |           |                         |
| S. Inzaghi 46’, 61’ (rig.) | Marcatori | 27’ Sionko 35’ Poborský |

| Arbitro: | Lucílio Batista |

|  |           |                 |
|  | Marcatori | 24’, 29’ Yalçın |

| Arbitro: | Terje Hauge |

|                      |           |                |
| Lampard 57’ Mutu 65’ | Marcatori | 38’ S. Inzaghi |

| Arbitro: | Manuel Mejuto González |

|                          |           |                  |
| Zelenka 58’ Poborský 84’ | Marcatori | 60’ (rig.) Pancu |

| Arbitro: | Valentin Ivanov |

|  |           |                                                |
|  | Marcatori | 15’ Crespo 70’ Guðjohnsen 75’ Duff 80’ Lampard |

| Arbitro: | Massimo Busacca |

|                    |           |  |
| Ronaldo Guiaro 82’ | Marcatori |  |

| Arbitro: | Markus Merk |

|           |           |                    |
| Muzzi 56’ | Marcatori | 45+2’ (rig.) Pancu |

| Londra 26 novembre 2003, ore 20:45 CET 5ª giornata | Chelsea         | 0 – 0 referto | Sparta Praga | Stamford Bridge (40 152 spett.)\| Arbitro: \| Claus Bo Larsen \| |
| Arbitro:                                           | Claus Bo Larsen |               |              |                                                                  |

| Arbitro: | Lucílio Batista |

|             |           |  |
| Kincl 90+3’ | Marcatori |  |

| Arbitro: | Anders Frisk |

|  |           |                            |
|  | Marcatori | 77’ Hasselbaink 85’ Bridge |

## Gruppo H
| Squadra     | P.ti | G | V | P | S | RF | RS | DR |
| ----------- | ---- | - | - | - | - | -- | -- | -- |
| Milan       | 10   | 6 | 3 | 1 | 2 | 4  | 3  | +1 |
| Celta Vigo  | 9    | 6 | 2 | 3 | 1 | 7  | 6  | +1 |
| Club Bruges | 8    | 6 | 2 | 2 | 2 | 5  | 6  | -1 |
| Ajax        | 6    | 6 | 2 | 0 | 4 | 6  | 7  | -1 |

| Arbitro: | Micheľ |

|                |           |  |
| F. Inzaghi 67’ | Marcatori |  |

| Arbitro: | Georgios Kasnaferis |

|                     |           |              |
| Juanfran 76’ (aut.) | Marcatori | 50’ Juanfran |

| Vigo 1º ottobre 2003, ore 20:45 CEST 2ª giornata | Celta Vigo | 0 – 0 referto | Milan | Stadio Balaídos (25 000 spett.)\| Arbitro: \| Riley \| |
| Arbitro:                                         | Riley      |               |       |                                                        |

| Arbitro: | Graham Barber |

|                |           |  |
| Sonck 11’, 54’ | Marcatori |  |

| Arbitro: | Øvrebø |

|  |           |             |
|  | Marcatori | 33’ Mendoza |

| Arbitro: | Markus Merk |

|                 |           |  |
| Ibrahimović 53’ | Marcatori |  |

| Arbitro: | Fandel |

|  |           |          |
|  | Marcatori | 86’ Kaká |

| Arbitro: | Gilles Veissière |

|                                            |           |                             |
| Luccin 25’ (rig.) Milošević 39’ Vágner 63’ | Marcatori | 53’ Sonck 82’ van der Vaart |

| Arbitro: | Meier |

|  |           |              |
|  | Marcatori | 52’ Ševčenko |

| Arbitro: | Éric Poulat |

|              |           |             |
| Mostovoi 74’ | Marcatori | 90+2’ Lange |

| Arbitro: | De Bleeckere |

|          |           |                             |
| Kaká 40’ | Marcatori | 42’ Jesuli 71’ José Ignacio |

| Arbitro: | Domenico Messina |

|                        |           |                  |
| Lange 27’ Sæternes 84’ | Marcatori | 42’ (rig.) Sonck |